# JR貨物20A形コンテナ

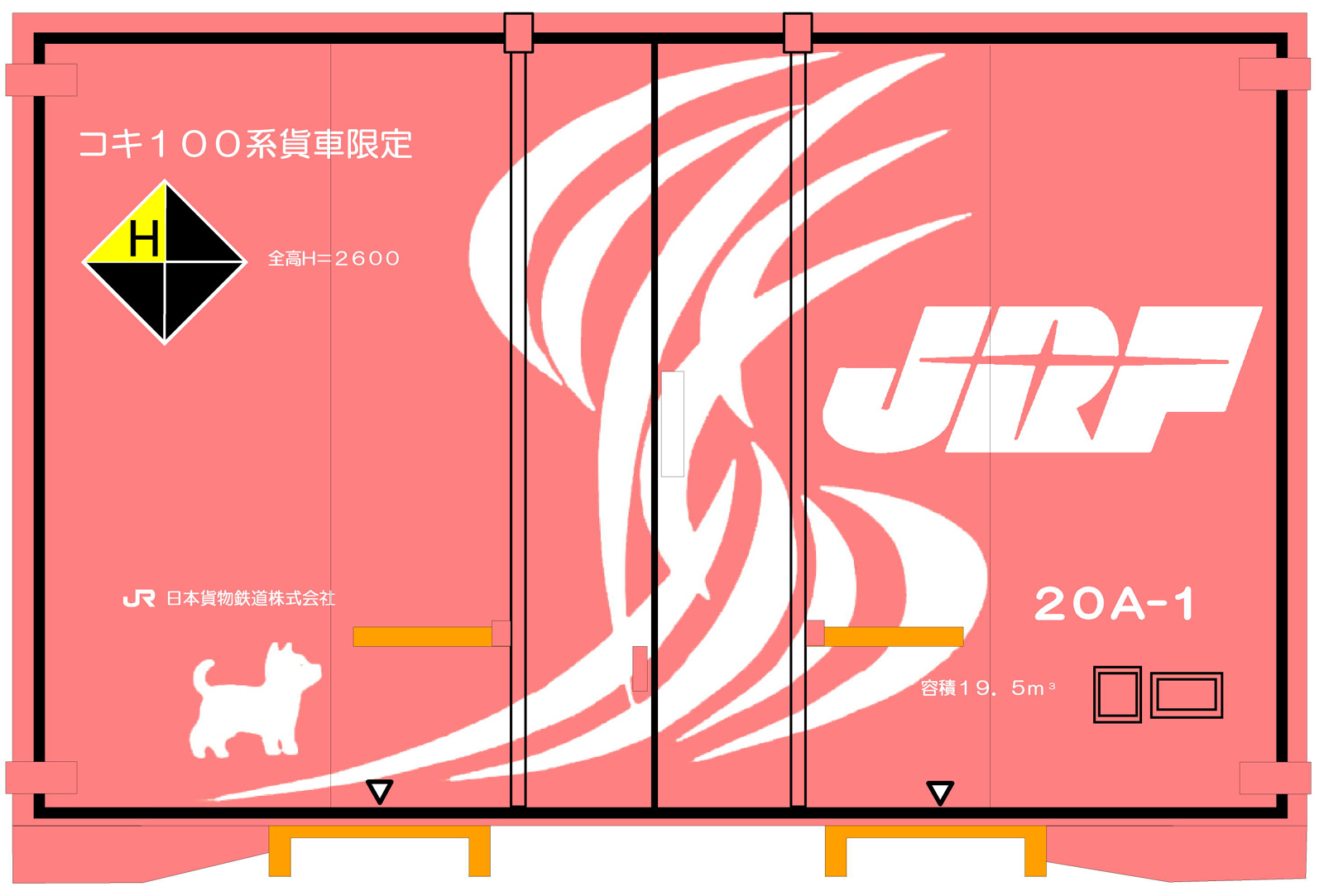
20A形コンテナ（イラスト）

JR貨物20A形コンテナ（JRかもつ20Aがたコンテナ）とは、日本貨物鉄道（JR貨物）が1998年（平成10年）12月に東急車輛製造大阪製作所にて1個のみ試作製造した12 ft有蓋コンテナである。

## 概要
天井開きの試作コンテナとして登場し、2014年に引退するまで1個のみの存在であった。また全高が高いハイキューブコンテナのため、低床であるコキ100系列貨車専用となっていた。
2014年（平成26年）1月に用途廃止となった。その後は不明であったが、2025年（令和7年）1月に、とある民家の敷地内で物置として使用されている姿が目撃・撮影された。

## 構造
- 片側側面扉と天井片開きの二方開きで、外法寸法は高さ2,600 mmとなり、従来よりも全高が大きくなっている。最大積載量は5 t。
- 外観塗装は試作らしく、鮮やかなレッドにホワイトの流れるようなストライプのデザイン・JRFロゴとなっている。